# Universidade Katyavala Bwila
A Universidade Katyavala Bwila (UKB) é uma universidade pública angolana, multicampi, sediada na cidade de Benguela.
A universidade surgiu do desmembramento do campus Benguela da Universidade Agostinho Neto no meio as reformas no ensino superior angolano ocorridas nos anos de 2008 e 2009.
Tem sua área de atuação restrita a província de Benguela.

## Origem do nome
A universidade homenageia o rei Katyavala Bwila I. A este rei é atribuído o feito de ter fundado o Reino Bailundo nas cercanias das montanhas de Halavala, na região do Planalto Central angolano.

## Histórico
A tradição histórica da UKB está interligada com a criação do "Instituto Superior de Ciências da Educação de Benguela". Este veio a ser anunciado pelo presidente José Eduardo dos Santos em agosto de 1992, após solicitação de uma comissão do ensino médio de Benguela, quando este visitava aquela cidade. Após isto, o delegado provincial da educação João Evangelista Basílio enviou o documento intitulado "Projecto do Centro Universitário de Benguela" ao Ministério da Educação. Em 1 de setembro de 1992 o ministro António Burity da Silva Neto autorizou a criação do Centro Universitário de Benguela.
O fato concreto veio a ocorrer após a manifestação jurídica da Universidade Agostinho Neto (UAN), em 30 de junho de 1993, por via de uma declaração do então reitor da mesma José Luís Guerra Marques, confirmando a construção de um ISCED. O ISCED-Benguela iniciou operações em 4 de janeiro de 1994, com uma matrícula de 202 estudantes distribuídos nas Licenciaturas em Ensino de Psicologia, Pedagogia, Matemática, Geografia e História.
Dado que a UAN alegou ter parcos recursos à época para gerir mais um ISCED, esta universidade acordou com o governo provincial de Benguela que a gestão seria compartilhada. Tal organização veio ser formalizada pelo decreto executivo n.º 03/2001, de 05 de julho de 2001, elevando o ISCED-Benguela à Centro Universitário de Benguela (CUB).
Em 2008/2009 no âmbito do programa do Governo de Angola para o ensino superior, de acordo com o artigo 16º do decreto nº 7/09 de 12 de maio, é criada a Universidade Katyavala Bwila (UKB), como Instituição Pública de Ensino Superior, a partir da elevação do CUB.
Pelo decreto presidencial nº 285, de 29 de outubro de 2020 — que reorganiza a Rede de Instituições de Ensino Superior Pública de Angola (RIPES) — o campus de Sumbe, antes vinculado a UKB, passou à autonomia.

## Infraestrutura
A estrutura da UKB se compõe da seguinte forma:

### Campus de Benguela
- Faculdade de Direito de Benguela;
- Faculdade de Economia de Benguela;
- Faculdade de Medicina de Benguela;
- Instituto Superior de Ciências da Educação de Benguela.

### Campus do Lobito
- Instituto Superior Politécnico da Universidade Katyavala Bwila.